# Họ Guột
Họ Guột (Gleicheniaceae) là một họ thực vật thuộc ngành Dương xỉ.

## Phân loại
Được ghi nhận bao gồm 2 phân họ và chứa 6 chi với 136 loài được ghi nhận cho tới hiện tại:
- Dicranopteris - Tế
- Diplopterygium - Guột leo
- Gleichenella
- Gleichenia - Guột
- Hicriopteris
- Sticherus

### Các chi chưa rõ ràng
- Acropterygium
- Calymella
- Gleicheniastrum
- Mertensia
- Mesosorus
- Stromatopteris